# Тумба (стадіон)
Стадіон «Ту́мба» (грец. Γήπεδο Τούμπας) — футбольний стадіон у місті Салоніки, третя за місткістю спортивна арена Греції. Названий ім'ям міського району, у якому і розташований. Домашня арена футбольного клубу ПАОК.